# Romsås Station
Romsås Station (Romsås stasjon) er en metrostation på Grorudbanen på T-banen i Oslo. Stationen ligger under jorden og har ligesom Ellingsrudåsen Station naturlige fjeldvægge. Adgang til stationen sker via elevatorer fra Romsås senter. Højdeforskellen mellem elevatorens øverste stop i centret og det nede på stationen er 55,1 meter. Alternativt kan man benytte en lang gangtunnel.
Arkitekten Håkon Mjelva blev sammen med den rådgivende ingeniør Elliot Strømme A/S og entreprenøren F. Selmer A/S tildelt Betongtavlen for fremragende byggekunst i betong i 1976.
Stationen blev opgraderet til metrostandard i sommeren 2013 og genåbnet 24. september 2013. Opgraderingen foregik i et tæt samarbejde mellem trafikselskabet Ruter og Byantikvaren i Oslo, der anser stationen for at være den mest værdifulde i Oslo.